# Heinrich von Fath
Heinrich von Fath (9. května 1863 Kluž – 13. února 1929 Vídeň) byl rakousko-uherský generál. V c. k. armádě sloužil od roku 1880 a jako štábní důstojník působil u řady jednotek pěchoty na různých místech monarchie. Za první světové války byl velitelem ve Vídni (1914–1915), poté byl v hodnosti generála pěchoty povolán na východní frontu jako velitel armádního sboru. Kvůli neúspěchům byl na podzim 1916 z fronty odvolán a od té doby žil v soukromí.

## Životopis

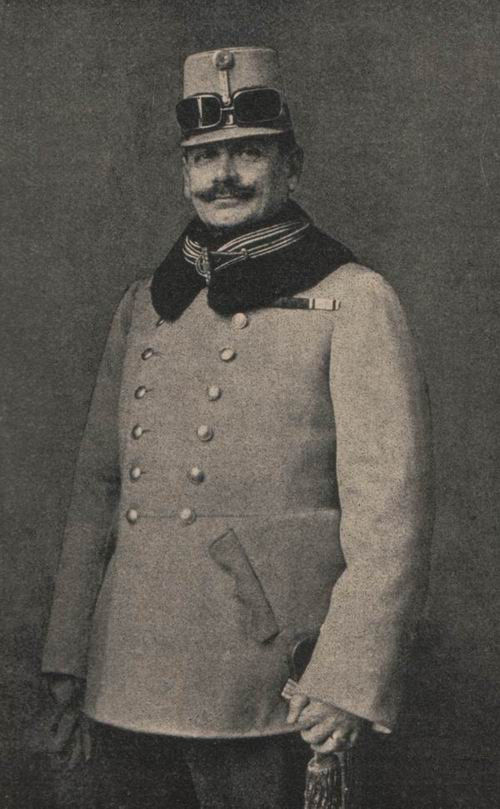
Generál Heinrich Fath

Byl synem vojenského soudce Rudolfa Fatha. Studoval gymnázium v Temešváru, kde pak v letech 1876–1880 získal vojenskou průpravu na kadetní škole. Aktivní službu nastoupil v roce 1880 u 29. pěšího pluku v Komárně a v roce 1881 byl povýšen na poručíka. Od roku 1882 sloužil u 86. pěšího pluku v Budapešti a v letech 1884–1886 si doplnil vzdělání na Válečné škole (K.u.k. Kriegsschule) ve Vídni. V hodnosti nadporučíka (1886) sloužil v Jarosławi a v roce 1889 byl jako kapitán přeložen k 2. pěší divizi taktéž v Jarosławi. V letech 1890–1894 působil jako pedagog na Tereziánské vojenské akademii ve Vídeňském Novém Městě, kde vyučoval vojenské dějiny. a v hodnosti majora (1895) poté působil jako štábní důstojník v Šoproni a Prešpurku. V roce 1898 byl povýšen na podplukovníka a byl zástupcem velitele 19. pěšího pluku v Györu a 12. pěšího pluku v Trebinji. V roce 1901 dosáhl hodnosti plukovníka a v letech 1902–1907 byl velitelem 28. pěšího pluku v Českých Budějovicích.
V roce 1908 byl povýšen do hodnosti generálmajora a již od září 1907 zastával funkci velitele 60. pěší brigády ve Lvově, od roku 1909 velel 12. pěší brigádě v Klagenfurtu. K datu 1. listopadu 1911 obdržel hodnost polního podmaršála a převzal velení 33. pěší divize v Komárně. V roce 1913 byl přidělen k vrchnímu velení 2. armádního sboru ve Vídni. Po začátku první světové války a odvelení 2. armádního sboru na východní frontu zůstal ve Vídni jako posádkový velitel (1914–1915). V srpnu 1915 získal hodnost titulárního generála pěchty. V říjnu 1915 byl povolán na srbskou frontu, krátce poté byl převelen do oblasti Volyně a byl pověřen velením kombinovaných jednotek zformovaných do sboru pojmenovaného Korps Fath. Skutečným generálem pěchoty byl jmenován k datu 1. května 1916 a se svým sborem bojoval na východní frontě proti Brusilovově ofenzívě. Po značných početních ztrátách byly Fathovy jednotky na podzim začleněny do 22. armádního sboru pod velením generála Krausse. Heinrich Fath byl 22. října 1916 odvolán z fronty na časově neohraničenou dovolenou a další velení již neobdržel. K datu 1. ledna 1919 byl v armádě penzionován a dožil v soukromí ve Vídni. Pohřben je na Centrálním hřbitově ve Vídni.

## Tituly a ocenění
V květnu 1916 byl povýšen do šlechtického stavu (Edler von Fath) a v červnu téhož roku obdržel titul c. k. tajného rady s nárokem na oslovení Excelence. Během vojenské kariéry získal řadu vyznamenání v Rakousku-Uhersku i v zahraničí.

### Rakousko-Uhersko
- Jubilejní pamětní medaile (1898)
- Řád železné koruny III. třídy (1906)
- Vojenský jubilejní kříž (1908)
- Vojenský záslužný kříž II. třídy s válečnou dekorací (1915)
- Řád železné koruny I. třídy s válečnou dekorací (1916)
- Vyznamenání za zásluhy o Červený kříž s válečnou dekorací (1916)
- Vojenská záslužná medaile (1917)

### Zahraničí
- Řád svatých Mořice a Lazara (1904, Itálie)
- velkokříž Řádu italské koruny (1908, Itálie)
- Železný kříž II. třídy (1916, Německo)